# Поповская волость (Изюмский уезд)
Поповская во́лость — историческая административно-территориальная единица Изюмского уезда Харьковской губернии с волостным правлением в слободе Поповке.
По состоянию на 1885 год состояла из 14 поселений, 5 сельских общин. Население — 11250 человек (5605 человек мужского пола и 5645 — женского), 1833 дворовых хозяйства.
|                       | Площадь | В т.ч. пахотной |
| --------------------- | ------- | --------------- |
| Сельских общин        | 19578   | 16342           |
| Частной собственности | 3051    | 859             |
| Другой собственности  | 551     | 218             |
| В целом               | 23180   | 17419           |

Основные поселения волости:
- Поповка - бывшая государственная слобода при реке Жеребце в 60 верстах от уездного города Изюма. В слободе волостное правление, 520 дворов, 3349 жителей, православная церковь, школа, почтовая станция, 2 постоялых двора, 12 лавок, базар (по воскресеньям), 2 ярмарки. В 3 верстах винокуренный завод.
- Дробышева - бывшая государственная слобода. В слободе 497 дворов, 2873 жителя, православная церковь, школа, 3 лавки.
- Лиман - бывшая государственная слобода при озере Лимане. В слободе 587 дворов, 3503 жителя, православная церковь, школа, 2 постоялых двора, 2 лавки, 2 ярмарки.

Храмы волости:
- Георгиевская церковь в слободе Поповке.
- Николаевская церковь в слободе Дробышева.
- Николаевская церковь в слободе Лимане.
- Петропавловская церковь в слободе Лимане.